# Nailsworth
Nailsworth es un municipio situado en el distrito de Stroud, en Gloucestershire, Inglaterra. Según el censo de 2021, tiene una población de 5700 habitantes.
Está ubicado en la región conocida como Cotswolds.